# Grande Prêmio do Oeste dos Estados Unidos de 1983
Resultados do Grande Prêmio do Oeste dos Estados Unidos de Fórmula 1 realizado em Long Beach em 27 de março de 1983. Segunda etapa do campeonato, foi vencido pelo britânico John Watson, que subiu ao pódio junto a Niki Lauda numa dobradinha da McLaren-Ford, com René Arnoux em terceiro pela Ferrari.

## Resumo
Esta prova detém o recorde do piloto que conquistou a vitória largando da posição mais distante do grid de largada. O britânico John Watson largou da 22º posição, mas terminou a prova em primeiro.
Ausente em 1982, Alan Jones retorna à categoria pilotando o Arrows #30 no lugar de Chico Serra, que teve problemas com a captação de patrocínio para o restante da temporada.
Primeiro e último ponto de Johnny Cecotto, na categoria, marcado por ser o primeiro companheiro de Ayrton Senna na Fórmula 1

## Classificação

### Treinos oficiais
| Pos.    | Nº | Piloto             | Equipe        | Q1       | Q2       | Grid    |
| ------- | -- | ------------------ | ------------- | -------- | -------- | ------- |
| 1       | 27 | Patrick Tambay     | Ferrari       | 1:28.598 | 1:26.117 | —       |
| 2       | 28 | René Arnoux        | Ferrari       | 1:26.935 | 1:27.628 | + 0.818 |
| 3       | 1  | Keke Rosberg       | Williams-Ford | 1:29.577 | 1:27.145 | + 1.028 |
| 4       | 2  | Jacques Laffite    | Williams-Ford | 1:30.529 | 1:27.818 | + 1.701 |
| 5       | 11 | Elio de Angelis    | Lotus-Renault | 1:31.624 | 1:27.982 | + 1.865 |
| 6       | 35 | Derek Warwick      | Toleman-Hart  | s/ tempo | 1:28.130 | + 2.013 |
| 7       | 3  | Michele Alboreto   | Tyrrell-Ford  | 1:29.066 | 1:28.425 | + 2.308 |
| 8       | 15 | Alain Prost        | Renault       | 1:28.558 | 1:29.765 | + 2.441 |
| 9       | 4  | Danny Sullivan     | Tyrrell-Ford  | 1:31.271 | 1:28.833 | + 2.716 |
| 10      | 25 | Jean-Pierre Jarier | Ligier-Ford   | 1:29.600 | 1:28.913 | + 2.796 |
| 11      | 6  | Riccardo Patrese   | Brabham-BMW   | 1:28.958 | 1:29.467 | + 2.841 |
| 12      | 30 | Alan Jones         | Arrows-Ford   | 1:30.451 | 1:29.112 | + 2.995 |
| 13      | 12 | Nigel Mansell      | Lotus-Ford    | 1:31.728 | 1:29.167 | + 3.050 |
| 14      | 36 | Bruno Giacomelli   | Toleman-Hart  | s/ tempo | 1:29.266 | + 3.149 |
| 15      | 16 | Eddie Cheever      | Renault       | 1:30.597 | 1:29.422 | + 3.305 |
| 16      | 29 | Marc Surer         | Arrows-Ford   | 1:30.067 | 1:29.521 | + 3.404 |
| 17      | 34 | Johnny Cecotto     | Theodore-Ford | 1:29.559 | 1:30.258 | + 3.442 |
| 18      | 33 | Roberto Guerrero   | Theodore-Ford | 1:29.585 | 1:28.528 | + 3.468 |
| 19      | 22 | Andrea de Cesaris  | Alfa Romeo    | 1:33.336 | 1:29.603 | + 3.486 |
| 20      | 5  | Nelson Piquet      | Brabham-BMW   | 1:30.173 | 1:30.034 | + 3.917 |
| 21      | 23 | Mauro Baldi        | Alfa Romeo    | 1:31.924 | 1:30.070 | + 3.953 |
| 22      | 7  | John Watson        | McLaren-Ford  | 1:32.439 | 1:30.100 | + 3.983 |
| 23      | 8  | Niki Lauda         | McLaren-Ford  | 1:30.262 | 1:30.188 | + 4.071 |
| 24      | 9  | Manfred Winkelhock | ATS-BMW       | 1:31.599 | 1:30.220 | + 4.103 |
| 25      | 17 | Eliseo Salazar     | RAM-Ford      | 1:32.597 | 1:31.126 | + 5.009 |
| 26      | 26 | Raul Boesel        | Ligier-Ford   | 1:31.759 | 1:31.765 | + 6.642 |
| 27      | 31 | Corrado Fabi       | Osella-Ford   | 1:33.896 | 1:31.901 | + 6.784 |
| 28      | 32 | Piercarlo Ghinzani | Osella-Ford   | s/ tempo | 1:32.182 | + 7.065 |
| Fontes: |    |                    |               |          |          |         |

### Corrida
| Pos.    | Nº | Piloto             | Construtor    | Voltas          | Tempo/Diferença | Grid            | Pontos          |
| ------- | -- | ------------------ | ------------- | --------------- | --------------- | --------------- | --------------- |
| 1       | 7  | John Watson        | McLaren-Ford  | 75              | 1:53:34.889     | 22              | 9               |
| 2       | 8  | Niki Lauda         | McLaren-Ford  | 75              | + 27.993        | 23              | 6               |
| 3       | 28 | René Arnoux        | Ferrari       | 75              | + 1:13.638      | 2               | 4               |
| 4       | 2  | Jacques Laffite    | Williams-Ford | 74              | + 1 volta       | 4               | 3               |
| 5       | 29 | Marc Surer         | Arrows-Ford   | 74              | + 1 volta       | 16              | 2               |
| 6       | 34 | Johnny Cecotto     | Theodore-Ford | 74              | + 1 volta       | 17              | 1               |
| 7       | 26 | Raul Boesel        | Ligier-Ford   | 73              | + 2 voltas      | 26              |                 |
| 8       | 4  | Danny Sullivan     | Tyrrell-Ford  | 73              | + 2 voltas      | 9               |                 |
| 9       | 3  | Michele Alboreto   | Tyrrell-Ford  | 73              | + 2 voltas      | 7               |                 |
| 10      | 6  | Riccardo Patrese   | Brabham-BMW   | 72              | Motor           | 11              |                 |
| 11      | 15 | Alain Prost        | Renault       | 72              | + 3 voltas      | 8               |                 |
| 12      | 12 | Nigel Mansell      | Lotus-Ford    | 72              | + 3 voltas      | 13              |                 |
| 13      | 16 | Eddie Cheever      | Renault       | 67              | Câmbio          | 15              |                 |
| Ret     | 30 | Alan Jones         | Arrows-Ford   | 58              | Suspensão       | 12              |                 |
| Ret     | 5  | Nelson Piquet      | Brabham-BMW   | 51              | Acelerador      | 20              |                 |
| Ret     | 22 | Andrea de Cesaris  | Alfa Romeo    | 48              | Câmbio          | 19              |                 |
| Ret     | 11 | Elio de Angelis    | Lotus-Renault | 29              | Pneus           | 5               |                 |
| Ret     | 33 | Roberto Guerrero   | Theodore-Ford | 27              | Câmbio          | 18              |                 |
| Ret     | 25 | Jean-Pierre Jarier | Ligier-Ford   | 26              | Colisão         | 10              |                 |
| Ret     | 36 | Bruno Giacomelli   | Toleman-Hart  | 26              | Bateria         | 14              |                 |
| Ret     | 23 | Mauro Baldi        | Alfa Romeo    | 26              | Acidente        | 21              |                 |
| Ret     | 27 | Patrick Tambay     | Ferrari       | 25              | Colisão         | 1               |                 |
| Ret     | 1  | Keke Rosberg       | Williams-Ford | 25              | Colisão         | 3               |                 |
| Ret     | 17 | Eliseo Salazar     | RAM-Ford      | 25              | Câmbio          | 25              |                 |
| Ret     | 35 | Derek Warwick      | Toleman-Hart  | 11              | Acidente        | 6               |                 |
| Ret     | 9  | Manfred Winkelhock | ATS-BMW       | 3               | Acidente        | 24              |                 |
| DNQ     | 31 | Corrado Fabi       | Osella-Ford   | Não qualificado | Não qualificado | Não qualificado | Não qualificado |
| DNQ     | 32 | Piercarlo Ghinzani | Osella-Ford   | Não qualificado | Não qualificado | Não qualificado | Não qualificado |
| Fontes: |    |                    |               |                 |                 |                 |                 |

## Tabela do campeonato após a corrida
| Pos.    | Piloto          | Pontos |
| ------- | --------------- | ------ |
| 1       | Niki Lauda      | 10     |
| 2       | Nelson Piquet   | 9      |
| 3       | John Watson     | 9      |
| 4       | Jacques Laffite | 6      |
| 5       | René Arnoux     | 4      |
| Fontes: |                 |        |

| Pos.    | Construtor    | Pontos |
| ------- | ------------- | ------ |
| 1       | McLaren-Ford  | 19     |
| 2       | Brabham-BMW   | 9      |
| 3       | Ferrari       | 6      |
| 4       | Williams-Ford | 6      |
| 5       | Arrows-Ford   | 3      |
| Fontes: |               |        |

- Nota: Somente as primeiras cinco posições estão listadas. Entre 1981 e 1990 cada piloto podia computar onze resultados válidos por temporada não havendo descartes no mundial de construtores.